# Ле Стрейндж, Фульк, 3-й барон Стрейндж из Блэкмера
Фульк ле Стрейндж (англ. Fulk le Strange; приблизительно 1330 — 30 августа 1349) — английский аристократ, 3-й барон Стрейндж из Блэкмера в 1349 году. Старший сын Джона ле Стрейнджа, 2-го барона Стрейнджа из Нокина, и Анкарет Ботелер. Унаследовал семейные владения и баронский титул после смерти отца во время эпидемии Чёрной смерти, но и сам умер спустя всего месяц. Был женат на Элизабет Стаффорд, дочери Ральфа Стаффорда, 1-го графа Стаффорда, и Маргарет Одли. В этом браке родились две дочери, Джоан (жена Джона Карлса) и Элеанора (жена Эдуарда Актона). Обе умерли бездетными. Младший брат Фулька Джон в 1360 году был вызван в парламент как очередной барон Стрейндж из Блэкмера.
Вдова Фулька выходила замуж ещё дважды — за Джона Феррерса, 4-го барона Феррерса из Чартли, и за Реджинальда Кобема, 2-го барона Кобема из Стерборо.